# Faith (George Michael-album)
Az 1987-es Faith George Michael első szólólemeze. Több díjat nyert, köztük az 1989-es Grammy-díjat az év albumáért. Világszerte több mint 25 millió példányban kelt el, a RIAA gyémántlemezzé nyilvánította. A lemez mellé hat kislemez jelent meg, ezek közül az összes bekerült a Top 5-be. 2003-ban 480. lett a Rolling Stone magazin Minden idők 500 legjobb albuma listáján. Szerepel az 1001 lemez, amit hallanod kell, mielőtt meghalsz című könyvben. Ez volt az első olyan album fehér előadótól, amely az első helyen debütált az R&B albumlistán.

## Az album dalai
|    | Cím                              | Szerző(k)             | Hossz |
| -- | -------------------------------- | --------------------- | ----- |
| 1. | Faith                            | George Michael        | 3:16  |
| 2. | Father Figure                    | Michael               | 5:36  |
| 3. | I Want Your Sex (I. és II. rész) | Michael               | 9:17  |
| 4. | One More Try                     | Michael               | 5:50  |
| 5. | Hard Day                         | Michael               | 4:48  |
| 6. | Hand to Mouth                    | Michael               | 4:36  |
| 7. | Look at Your Hands               | Michael, David Austin | 4:37  |
| 8. | Monkey                           | Michael               | 5:06  |
| 9. | Kissing a Fool                   | Michael               | 4:35  |

## Közreműködők
- George Michael – ének, billentyűk, basszusgitár, dob, minden hangszer az I Want Your Sex Pt 1-on és a Hard Day-en, a legtöbb hangszer a Monkeyn
- Robert Ahwai – gitár
- J.J. Belle – gitár
- Hugh Burns – gitár
- Roddy Matthews – gitár a Monkeyn
- Chris Cameron – zongora, orgona, billentyűk, háttérvokál
- Betsy Cook – billentyűk
- Danny Schogger – billentyűk
- Deon Estus – basszusgitár
- Ian Thomas – dob
- Andy Duncan – ütőhangszerek
- Steve Sidwell – kürt
- Jamie Talbot – kürt
- Rick Taylor – kürt
- Paul Spong – kürt
- Malcolm Griffiths – kürt
- Mark Chandler – kürt
- Steve Waterman – kürt
- Shirley Lewis – háttérvokál

## Helyezések és minősítések
| Slágerlista (1987)                | Legmagasabb helyezés |
| --------------------------------- | -------------------- |
| Ausztria Top 40 album lista       | 3                    |
| Kanada RPM Magazin album lista    | 1                    |
| Hollandia album lista             | 1                    |
| Franciaország album lista         | 5                    |
| Németország album lista           | 3                    |
| Japán album lista                 | 16                   |
| Új-Zéland album lista             | 3                    |
| Norvégia album lista              | 3                    |
| Spanyolország album lista         | 1                    |
| Svédország album lista            | 4                    |
| Svájc album lista                 | 4                    |
| Egyesült Királyság album lista    | 1                    |
| Amerika Billboard 200 album lista | 1                    |

| Ország                    | Minősítés       |
| ------------------------- | --------------- |
| Argentína                 | platinalemez    |
| Ausztrália                | 5× platinalemez |
| Kanada                    | gyémántlemez    |
| Franciaország             | 2× platinalemez |
| Németország               | aranylemez      |
| Hollandia                 | platinalemez    |
| Spanyolország             | 2× platinalemez |
| Svájc                     | 2× platinalemez |
| Egyesült Királyság        | 4× platinalemez |
| Amerikai Egyesült Államok | gyémántlemez    |

## Fordítás
- Ez a szócikk részben vagy egészben a Faith (George Michael album) című angol Wikipédia-szócikk ezen változatának fordításán alapul.  Az eredeti cikk szerkesztőit annak laptörténete sorolja fel. Ez a jelzés csupán a megfogalmazás eredetét és a szerzői jogokat jelzi, nem szolgál a cikkben szereplő információk forrásmegjelöléseként.